# Lãnh chúa Ronald Gower
Lãnh chúa Ronald Charles Sutherland-Leveson-Gower (2 tháng 8 năm 1845 – 9 tháng 3 năm 1916), biết đến  Lãnh chúa Ronald Gower, là một chính khách Tự do Scotland, nhà điêu khắc và nhà văn từ gia đình Leveson-Gower.

## Đời tư

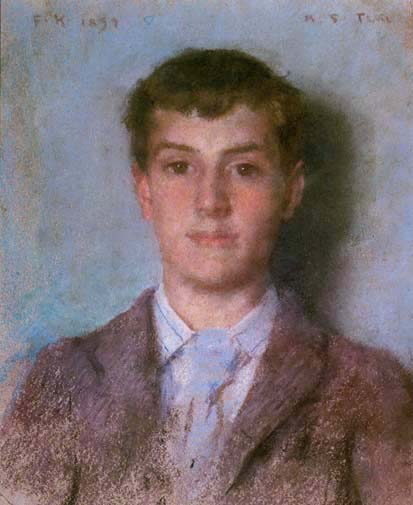
Người yêu của Gower, Frank Hird năm 1894, vẽ phấn bởi Henry Scott Tuke.

Gower, người không bao giờ kết hôn, nổi tiếng trong cộng đồng đồng tính luyến ái thời bấy giờ.  Câu chuyện của Oscar Wilde, The Portrait of Mr. W. H. đã được giải thích như một bình luận về vòng tròn xã hội của Gower, và Gower thường được xác định là người mẫu cho Lord Henry Wotton trong Bức tranh của Dorian Gray. Năm 1879, gợi ý về các liên lạc đồng tính luyến ái của ông được công bố trên tạp chí Man of the World đã khiến Gower khởi kiện tờ báo, nhưng sau đó vào năm đó, Hoàng tử xứ Wales đã gửi cho ông một lá thư tố cáo ông là "thành viên của một hiệp hội vì những hành vi không tự nhiên", mà Gower đã viết một câu trả lời tức giận.
John Addington Symonds, người đã ở với ông một lần, tuyên bố rằng Gower "bão hòa tinh thần của một người ở Urningthum [đồng tính luyến ái] thuộc loại bệnh nhân tiểu đường cao nhất". Mối quan hệ đáng chú ý nhất của ông là với nhà báo Frank Hird (1873–1937), kéo dài đến cuối đời Gower. Gower sau đó nhận nuôi Hird làm con trai mình, khiến Wilde nhận xét trong một dịp: "Frank có thể được nhìn thấy, nhưng không phải Hird." Họ được chôn cất cùng nhau tại Nhà thờ Giáo xứ St Paul, Rusthall, Kent.
Lord Ronald Gower qua đời vào ngày 09 tháng 3 năm 1916 tại nhà riêng ở Tunbridge Wells, một thị trấn ở miền tây Kent, Anh, 40 dặm (64 km) về phía đông nam của trung London.

### Vụ bê bối năm 1890
Năm 1890, Gower bị liên lụy trong vụ bê bối đường phố Cleveland. Vụ bê bối đường phố Cleveland tự diễn ra vào năm 1889 khi một nhà thổ nam đồng tính luyến ái ở phố Cleveland, Fitzrovia, London bị cảnh sát phát hiện. Trong số những người khác, có tin đồn rằng Hoàng tử Albert Victor, con trai cả của Hoàng tử xứ Wales và đứng thứ 2 trên ngai vàng Anh, đã đến thăm nhà thổ. Năm 1890, Lord Ronald cũng như Lord Errol bị liên lụy, cùng với nhân vật xã hội nổi bật Alexander Meyrick Broadley, người đã trốn ra nước ngoài bốn năm. Paris Figaro thậm chí còn cáo buộc rằng Broadley đã đưa Tướng Georges Boulanger và Henri Rochefort đến nhà.

### Vụ bê bối năm 1913
Năm 1913, Francis R. Shackleton (anh trai của nhà thám hiểm lừng danh ở Nam Cực Sir Ernest Shackleton) bị buộc tội lừa gạt Gower về tài sản của mình. Được biết, Lord Gower đã ủy thác cho Shackleton 25.000 đô la để ông đầu tư vào năm 1910. Shackleton đã buộc Lord Ronald mua 5.000 cổ phần trong Tập đoàn Công trình Công cộng Thành phố Montevideo, về cơ bản là những cổ phiếu vô giá trị chỉ mang lại lợi ích cho Shackleton. Số tiền bị đánh cắp bởi Shackleton sau đó được tuyên bố là lên tới 200.000 đô la từ Lord Ronald và 30.000 đô la từ "người bạn bí mật" của ông; Frank Hird.  Người ta đã cáo buộc rằng Shackleton ban đầu gặp Ronald vào năm 1905 và Hird vào năm 1907, người được tờ New York Times gọi là con nuôi của Lord Ronald.  Do thua lỗ, ông buộc phải bán căn nhà ở vùng quê của mình, Hammerfield tại Penshurst ở Kent, cho Arnold Hills.